# Yuichi Nemoto
Yuichi Nemoto (Ibaraki, 21 juli 1981) is een Japans voetballer.

## Clubcarrière
Nemoto speelde tussen 2000 en 2008 voor Kashima Antlers, Cerezo Osaka, Vegalta Sendai, Oita Trinita en JEF United Ichihara Chiba. Hij tekende in 2009 bij Zweigen Kanazawa.